# Luque (Paraguay)
Luque è una città del Paraguay situata all'interno del dipartimento Central, nell'area metropolitana della capitale Asunción. Nella parte occidentale del suo territorio si trova l'Aeroporto Internazionale Silvio Pettirossi.
È uno dei municipi che costituiscono l'agglomerato urbano chiamato Grande Asunción.

## Geografia
Luque è situata a 16 a nord-est della capitale Asunción.

## Storia
Nel territorio, abitato per secoli da tribù di indios guaraní, assunse particolare importanza alla fine del XVI secolo il fortino militare chiamato De las Salinas. In prossimità di questo, nel 1635 il governatore Martín Ledesma de Valderrama concesse due leghe di terreno al capitano Antón de Luque; questo atto è considerato la prima menzione del nome della città, che non ha avuto una vera fondazione ufficiale.
Tra il 22 febbraio ed il 7 dicembre 1868, durante la fase finale della guerra della Triplice Alleanza, Luque fu proclamata capitale nazionale. Con la ritirata delle truppe del maresciallo Francisco Solano López la sede del governo fu trasferita nella cittadina di Piribebuy.

## Società

### Popolazione
Al censimento del 2002 Luque contava una popolazione urbana di 170 986 abitanti (185 127 nell'intero distretto).

## Economia
Le principali attività economiche sono il commercio e l'industria, che può contare fabbriche in diversi settori produttivi. Una particolare importanza a Luque riveste l'artigianato, soprattutto nei campi dell'oreficeria, della lavorazione del cuoio e della costruzione di strumenti musicali.

## Sport

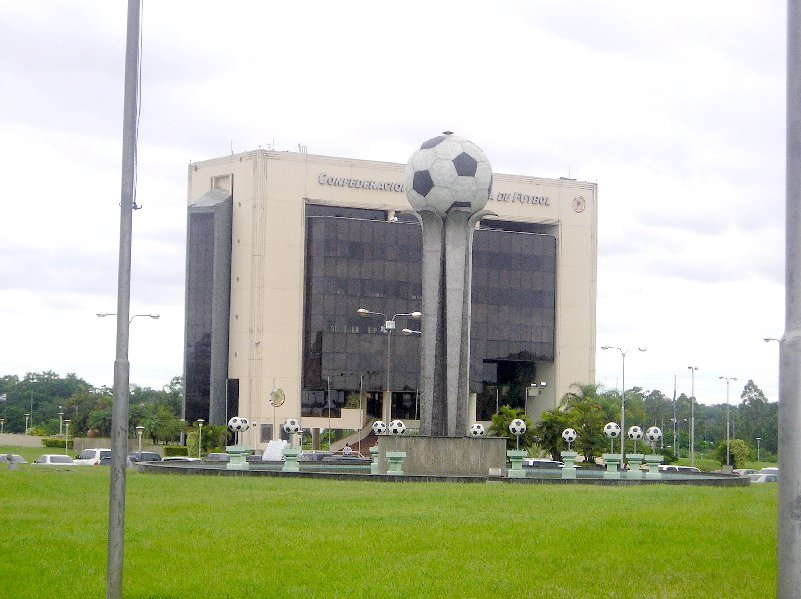
Quartier generale della CONMEBOL.

La città è sede del Comitato Olimpico Paraguaiano e della squadra di calcio dello Sportivo Luqueño. Vi si trova, inoltre, il quartier generale della CONMEBOL, la confederazione calcistica sudamericana.